# 玖壹壹
玖壹壹（英語：Nine One One），或作911，是發源於臺灣臺中的饒舌流行音樂團體，該團體現由春風（洪瑜鴻）、洋蔥（陳皓宇）、健志（廖建至）等三人組成。
該樂團組成於2009年9月11日；隨後，該樂團起初演出於臺灣各地廟會、夜店及學校，現今已多次唱進小巨蛋，也於2024年11月9日10日舉辦台中南北貳路音樂節邀請多達30組藝人朋友參加，門票也迅速銷售一空。該團獲提名於第27屆金曲獎最佳演唱組合獎、第34屆金曲獎最佳演唱組合獎，並獲邀於頒獎典禮演出，第58屆金鐘獎壓軸演出，其中的團員春風更是入圍金馬獎最佳新人，深受好評。
2015年，他們與T.T.M的Right Eye（蕭豐稷）、GOLDEN TONY（呂信偉）等共同成立「混血兒娛樂」。

## 發展歷程
2012年6月14日發表了出道作品《打鐵》，其歌曲在校園及夜店傳唱度高。
2012年，以《癡情的男子漢》一曲在網路爆紅，該音乐录影带（MV）是與地下情人（Under Lover）團員胡睿兒（MC Real）合唱，由頭至尾只是兩個分鏡畫面，一個鏡頭是洋蔥吃著泡麵、另一鏡頭是睿兒叼著香菸，毫無劇情，卻在YouTube拿下近1億的點閱，成為網路爆紅的音樂團體。其他諸如《你不愛我》、《打鐵》、《下輩子》、《再會中港路》、《夢醒時分Remix》、《心內的話》等曲，MV幾乎都是單純的演唱畫面或是無厘頭的搞笑演出，卻立即在YouTube上超越數千萬次的點閱。
2015年9月20日，在Youtube發表了玖壹壹成軍微電影-《好朋友》，講述出道即認識的奮鬥過程。
2016年入圍第27屆金曲獎最佳演唱組合，同年應邀參與金曲獎演出，締造最高收視率，每分鐘最高 6.11 收視率，奪下全場收視冠軍，超過張惠妹、蘇打綠等其他歌手表演。同年以《嘻哈庄腳情》奪得YouTube頒獎《音樂類影片排行榜第一名》華語點閱率前20名，玖壹壹威佔三席，總點播次數超過4億6千萬次。
2016年8月玖壹壹受台北市政府邀請擔任2017夏季世界大學運動會世大運代言人，並為大會創作主題曲《我是冠軍》，詮釋「永不放棄」的卓越精神，並找來世界四大極地超級馬拉松巡迴賽總冠軍林義傑、世界甜點冠軍陳立喆、世界調酒冠軍郭植伶拍攝歌曲MV，傳達那些為了目標而努力的人，都需要大家的支持，在未來這些勇者都可能成為各行各業的冠軍。《我是冠軍》也收錄於專輯《周法薷》。
發行三張專輯後在2016年到2017年間連續在圓滿戶外劇場、臺北小巨蛋、高雄巨蛋，舉辦三場《9453巡迴演唱會》，門票在5分鐘內及秒殺。
2017年3月26日，替 中信兄弟 在 台中洲際棒球場 擔任開球嘉賓。
2017年9月首次嘗試「廣HIGH」曲風《沒你我沒差》的MV，歌詞在形容一位急著擺脫爛桃花男子的心情。拍攝MV當天是中元節，特別設定玖壹壹原本與十名辣妹大跳2000年代熱舞，突然洋蔥撿拾了地上的紅包，熱舞的辣妹突然變成多個長髮女鬼，用意在表達男子不應貪心，以避免被迫娶神主。拍攝時發電機突然斷電，由於趕拍進度的關係，開拍前並未祭祀，就在工作團隊燒香祝禱之後，發電機神奇地恢復正常。該影片登上YouTube一週，已獲得100萬次點閱。
2018年7月20日與羅志祥合作推出的《我跟你卡好》，歌曲最後選定為EDM曲風，MV中敘述4人飾演好兄弟，下班一起喝酒狂歡，在YouTube上已獲得1000萬次點閱。
在2018年到2019年間，在臺北小巨蛋、高雄巨蛋，舉辦《臺玖線　一票玩到底演唱會》。
在2019年7月29日，玖壹壹與黃路梓茵合作的《嘻哈庄腳情》MV，亦拿到了1億次的點閱。
2019年8月16日，玖壹壹推出新單曲《來個蹦蹦》，邀來 Ella 陳嘉樺跨刀，組成限定天團「9E11」，其獨特的蹦蹦舞也造成模仿風潮，MV在一年內已拿下4000萬次的點閱。
2020年末，玖壹壹推出新單曲《愛你不踩剎車》MV。
2021年1月8日，玖壹壹推出新單曲《溜浪》MV。
2023年4月15日，在臺北小巨蛋舉辦《Broman》演唱會。
2025年4月19日，在高雄巨蛋「第20屆KKBOX風雲榜」演唱。

## 成員簡介
| 藝名（暱稱）       | 本名   | 國籍     | 簡介 |
| 洪春風、春風、EO   | 洪瑜鴻 | 中華民國 | - 1987年10月9日 - 團長 - 擅長填詞以及台語，能以諧音或雙關語掌握文學趣味。 |
| 洋蔥               | 陳皓宇 | 中華民國 | - 1991年6月8日。 - 歌唱 - 精通音樂，除了演唱之外，還身兼作曲、編曲、剪接師、製作人等。 - 2024年12月4日和黃怡萱登記結婚。                                                                   |
| 健志、Ken G、KEN-G | 廖建至 | 中華民國 | - 1993年8月16日。 - 饒舌 - 饒舌功力深厚，以詼諧方式呈現嚴肅時事、表達內心想法。 - 同時在團內擔任舞臺總監、編舞 。 - 2024年9月10日與陳甯亞（Mia）登記結婚，育有1子優福(2025年1月18日誕生)。 |

## 音樂作品
玖壹壹出道至今共發行了6張錄音室專輯。
2016年以第四張專輯《玖肆伍參》入圍第27屆金曲獎「演唱組合獎」於2023年以第六張專輯《BROMAN》入圍第34屆金曲獎「演唱組合獎」。

### 正規專輯
| #   | 專輯資料                                                                                    | 曲目 |
| 1st | 《打鐵》 - 發行日期：2014年4月10日 - 唱片公司：混血兒娛樂                                   | 曲目 1. Intro 2. 打鐵 3. 凍未條 4. 吼搭啦 5. 癡情的男子漢 6. 愛的總舖師 7. 宅男俱樂部 8. 妳不愛我（Ft. 洋蔥爸） 9. 再會中港路 10. Outro                                                                                           |
| 2nd | 《玖肆伍參》 - 發行日期：2015年12月5日 - 唱片公司：混血兒娛樂                               | 曲目 1. 9453 2. 嘻哈庄腳情（Ft. LULU） 3. 我的路 4. 回來我身邊 5. 來去趴踢（Ft. 黃明志） 6. 下輩子 7. 嫁給我吧 8. 再會中港路 Remix 9. 明天再擱來 10. 9453 Remix Bounce On Decks 11. 嘻哈庄腳情 Remix 12. 角頭 Remix（Ft. 周湯豪） |
| 3rd | 《周法薷》 - 發行日期：2017年5月26日 - 唱片公司：混血兒娛樂                                 | 曲目 1. 派對俠 2. 加樂福尼亞 3. 為什麼 4. LIHO哩厚 5. 都是我的錯 6. 大顯神威 7. 黑暗的社會（Ft. 黃立成） 8. 沒你我沒差 9. 我是冠軍 10. 8+9                                                                                        |
| 4th | 《搏感情》 - 發行日期：2018年12月5日 - 唱片公司：滾石唱片                                   | 曲目 1. 鄉下來的 2. 恐怖情人 3. 富末代 4. 討債情歌 5. 男子漢的浪漫 6. G CAR Remix（Ft. DIZZY DIZZO） 7. 健康伯 8. Working Hoilday 9. Mojito（Ft. NEOSO） 10. 我跟你卡好（Ft. 羅志祥） 11. 美幹拎                                  |
| 5th | 《LOCAL》 - 發行日期：2020年9月11日（數位） 2020年12月31日（實體） - 唱片公司：混血兒娛樂   | 曲目 1. Local（Ft. 吳宗憲） 2. 愛你不踩煞車 3. 甕仔雞 4. 過來我家坐 5. 邊緣人 6. 大家樂（Ft. 阿聖） 7. 偶喜翻你 8. 來個蹦蹦（Ft. Ella） 9. BIG BOSS 10. FIRE（Ft. 187INC、賴慈泓、BCW、草屯囝仔、臭屁嬰仔、艾文同學）             |
| 6th | 《BROMAN》 - 發行日期：2022年12月30日（數位） 2022年12月30日（實體） - 唱片公司：混血兒娛樂 | 曲目 1. 世界都看見 2. BROMAN 3. AMIGO 4. 癡人說夢 5. 最後的歹勢 6. 母湯對我 SAY NO（Ft. Matzka） 7. 啪哩啪哩 8. 戰場傳說 9. 歡迎光臨（Ft. 動力火車&林美秀&范少勳） 10. 溜浪 11. 嘎勒阿勒 12. 末日派對（Ft. 徐若瑄）               |
| 7th | 《南北二路》 - 發行日期：2024年10月31日 - 唱片公司：混血兒娛樂                              | 曲目 1. Intro 2. 哥哥帶上我（Ft.DJ SODA） 3. 當我沒愛過 4. 做你的格 5. 籠裡 6. 極樂世界 (Explicit) 7. 超級巨星 8. 南北二路 9. 安娜比                                                                                              |

### EP
| #   | EP資料                                                       | 曲目             |
| 1st | 《心內的話》 - 發行日期：2014年9月3日 - 唱片公司：混血兒娛樂 | 曲目 1. 心內的話 |
| 2nd | 《歪國人》 - 發行日期：2015年4月8日 - 唱片公司：混血兒娛樂   | 曲目 1. 歪國人   |

### 單曲
| #    | 單曲資料                                                             | 曲目                                         |
| 1st  | 《來個蹦蹦》 - 發行日期：2019年8月23日 - 唱片公司：混血兒娛樂        | 曲目 1. 來個蹦蹦（Feat. 陳嘉樺）             |
| 2nd  | 《大家樂》 - 發行日期：2020年1月17日 - 唱片公司：混血兒娛樂          | 曲目 1. 大家樂                               |
| 3rd  | 《偶喜翻你》 - 發行日期：2020年3月6日 - 唱片公司：混血兒娛樂         | 曲目 1. 偶喜翻你                             |
| 4th  | 《邊緣人》 - 發行日期：2020年6月18日 - 唱片公司：混血兒娛樂          | 曲目 1. 邊緣人                               |
| 5th  | 《過來我家坐》 - 發行日期：2020年7月22日 - 唱片公司：混血兒娛樂      | 曲目 1. 過來我家坐                           |
| 6th  | 《溜浪》 - 發行日期：2021年1月8日 - 唱片公司：混血兒娛樂             | 曲目 1. 溜浪                                 |
| 7th  | 《癡人說夢》 - 發行日期：2021年9月11日 - 唱片公司：混血兒娛樂        | 曲目 1. 癡人說夢                             |
| 8th  | 《嘎勒啊勒》 - 發行日期：2021年11月5日 - 唱片公司：混血兒娛樂        | 曲目 1. 嘎勒啊勒                             |
| 9th  | 《母湯對我say no》 - 發行日期：2021年12月17日 - 唱片公司：混血兒娛樂 | 曲目 1. 母湯對我say no（feat. Matzka瑪斯卡） |
| 10th | 《啪哩啪哩》 - 發行日期：2022年1月21日 - 唱片公司：混血兒娛樂        | 曲目 1. 啪哩啪哩                             |
| 11th | 《BROMAN》 - 發行日期：2022年9月12日 - 唱片公司：混血兒娛樂          | 曲目 1. BROMAN                               |
| 12th | 《一生只督妳一人》 - 發行日期：2023年7月14日 - 唱片公司：混血兒娛樂  | 曲目 1. 一生只督妳一人                       |
| 13th | 《做你的格》 - 發行日期：2024年5月28日 - 唱片公司：混血兒娛樂        | 曲目 1. 做你的格                             |
| 14th | 《籠裡》 - 發行日期：2024年7月3日 - 唱片公司：混血兒娛樂             | 曲目 1. 籠裡                                 |
| 15th | 《極樂世界》 - 發行日期：2024年8月1日 - 唱片公司：混血兒娛樂         | 曲目 1. 極樂世界                             |

### 合作單曲
| #   | 專輯資料                                                                              | 曲目                                                                        |
| 1st | 《Fire火》 - 發行日期：2019年11月15日 - 唱片公司：滾石唱片 - 混血兒娛樂五週年企劃單曲 | 曲目 1. Fire火（玖壹壹、187INC、賴慈泓、BCW、草屯囝仔、臭屁嬰仔、艾文同學） |

### 創作歌曲與特別演出
- 2012年

8月17日：《夢醒時分Remix》玖壹壹 Ft. 嚴樂 （改編自陳淑樺《夢醒時分》）
- 2013年

4月2日：《好朋友》玖壹壹 Ft. FreshKidz-F.J
7月1日：《全民偏頭痛(Parody)》這群人 TGOP Ft. 蔡阿嘎 / UNDER LOVER睿兒 / 洋蔥 / 喬喬 / 阿喜 / 葉氏特工 / 林建予 （改編自周杰倫《公公偏頭痛》）
- 2015年

2月14日：《MARY JANE》 健志 Ft. UNDER LOVER 睿兒
8月10日：《角頭REMIX》 周湯豪 Ft. 玖壹壹
12月20日：《癡情玫瑰花》 UNDER LOVER Ft. 春風
- 2016年

2月15日：《就快要失控》 馬克Mark Ft. 健志
3月23日：《從前從前有一個夢》 Sway思衛 Ft. 健志 / 187INC-Young Johnny
6月18日：《英雄就在你左邊》 射鵰英雄傳3D遊戲主題曲
7月27日：《大顯神威》 為電影《大顯神威》創作同名主題曲
8月8日：《OH MY GOD》 黄明志 Ft. 玖壹壹
9月9日：《每一個玩音樂的人》 謝和弦 Ft. 玖壹壹 / 陳零九
11月25日：《土豪情歌 HOYA》 187INC Ft. 春風 / Right Eye
- 2017年

2月1日：《抓泥鰍》 187INC廖文豪&Chronic Feat. 春風
2月20日：《LIHO》 健志 Ft. TY. / Huangfu
5月22日：《大酷哥》 阿達 Ft. 春風 / 楊銘威
- 2018年

3月1日：《穿鞋不穿襪》 阿達 Ft. 健志
4月30日：《嗆到抓不住 Nobody can catch me》 臭屁嬰仔 Feat. 春風
5月17日：《愛我你會死2018》 草屯囝仔 Ft. 洋蔥
8月3日：《TRAP BAG》 BCW Ft. 健志
12月12日：《脆ㄆ/Trap》 大支 Ft. 春風 / DJ CK
- 2019年

3月27日：《帥哥 CYPHER》 IVAN 艾文 Ft. 李爾新 / TY. / 健志 / 鄧典果
6月14日：《厭世少年兄》 草屯囝仔 Ft. 春風
12月17日：《愛瘋狂Mad Love》 展榮展瑞KR Bros Ft. 洋蔥 / 邱鋒澤
12月19日：《馬子狗》八三夭 Ft. 玖壹壹/反骨男孩
- 2020年

5月7日：《弱山雞》臭屁嬰仔 Ft. 春風
- 2021年

6月9日：《恰查某》陳布朗 Ft. 玖壹壹
11月19日：《Baby我不想努力了》小男孩樂團 Ft. 玖壹壹洋蔥
- 2022年

10月4日：《歡迎光臨》玖壹壹 Ft. 動力火車、林美秀、范少勳
11月21日：《748情人節》琳誼 Ft.玖壹壹洋蔥
12月30日：《末日派對》玖壹壹 Ft.徐若瑄
- 2023年

6月18日：《PONY MUAH （页面存档备份，存于）》玖壹壹 Ft. Jannine Weigel和Linh Ngọc Đàm(此單曲收錄為OB GAME官方MV)
10月2日：《來個轟轟》霓虹深淵：無限遊戲主題曲，歌曲改編自《來個蹦蹦》。
- 2024年

1月17日：《趁少年》玖壹壹 Ft. 動力火車
8月22日：《刺到整身軀》潤少Ft. 玖壹壹 春風、970阿土、阿駿

## 戲劇作品

### 廣播
- 2017-06-14 KISS Radio 線上LIVE
- 2017-06-28 POP Radio聯播網 依同開Mic辣!-玖壹壹@917 Live影音互動直播室[18]
- 2018-08-06 Hit FM聯播網 OH夜DJ魏如萱Hit Fm facebook直播[19]

### 劇集
| 年份   | 頻道       | 名稱           | 演員、角色                       | 性質   | 備註    |
| ------ | ---------- | -------------- | -------------------------------- | ------ | ------- |
| 2018年 | 三立台灣台 | 《金家好媳婦》 | 洪瑜鴻(春風) 廖建至 陳皓宇(洋蔥) | 客串   | 第168集 |
| 2021年 | 公視       | 《88海水浴場》 | 洪瑜鴻(春風)                     | 男主角 |         |

### 短篇電影
| 年份 | 名稱       | 角色                             | 性質 | 備註 |
| ---- | ---------- | -------------------------------- | ---- | ---- |
| 2015 | 《好朋友》 | 洪瑜鴻(春風) 廖建至 陳皓宇(洋蔥) | 主演 |      |

### 長篇電影
| 年份 | 名稱                       | 演員         | 角色   | 性質   | 備註 |
| ---- | -------------------------- | ------------ | ------ | ------ | ---- |
| 2010 | 《艋舺》                   | 洪瑜鴻(春風) | 臨演   | 客串   |      |
| 2016 | 《大顯神威》               | 玖壹壹       | 玖壹壹 | 客串   |      |
| 2020 | 《海霧》                   | 洪瑜鴻(春風) | 仲尼   | 男配角 |      |
| 2023 | 《黑的教育》               | 洪瑜鴻(春風) | 泰哥   | 男配角 |      |
| 2023 | 《請問，還有哪裡需要加強》 | 洪瑜鴻(春風) | 泰哥   | 男主角 |      |
| 2024 | 《白衣蒼狗》               | 洪瑜鴻(春風) | 阿興   | 男主角 |      |
| 2025 | 《突破：三千米的泳氣》     | 洪瑜鴻(春風) |        | 男主角 |      |
| 2026 | 《死亡賭局》               | 阿興         |        |        |      |

### MV
註：不包括個人參與演唱之歌曲
| 年份   | 歌曲名稱   | 原唱               | 所屬專輯             | 發行日期       | 發行公司   |
| ------ | ---------- | ------------------ | -------------------- | -------------- | ---------- |
| 2014年 | 夜騎       | TTM麻煩製造者─Dr.T |                      | 2014年9月30日  |            |
| 2015年 | 回到玖捌年 | TTM麻煩製造者─Dr.T |                      | 2015年9月30日  |            |
| 2015年 | 癡情玫瑰花 | UNDER LOVER        | 《LOVER》            | 2015年12月20日 | 混血兒娛樂 |
| 2017年 | 成名在望   | 五月天             | 《自傳》樂團時代版MV | 2017年9月30日  | 相信音樂   |
| 2023年 | 逃生門     | 戴愛玲             |                      | 2023年6月9日   | 華納音樂   |

### 綜藝節目
●2020年 Friday影音 極島冒險溜浪玖壹壹第一季
●2021年 Friday影音 極島冒險溜浪玖壹壹第二季
●2023年 衛視中文台台視 嗨！營業中第2季 客人 (春風)
●2024年 東森綜合台 歡迎光臨-等你來家1第二季

### 代言
| 年份 | 代言                     |
| ---- | ------------------------ |
| 2015 | 尬舞Online               |
| 2016 | 虎牌啤酒                 |
| 2016 | 射鵰英雄傳3D             |
| 2017 | 2017年夏季世界大學運動會 |
| 2017 | 三洋維士比               |
| 2017 | 17直播                   |
| 2020 | 滿貫大亨                 |
| 2020 | 奇蹟 MU：跨時代          |

## 演唱會

### 巡迴演唱會
- 玖壹壹9453巡迴演唱會

| 日期          | 國家     | 城市 | 舉行地點     | 表演嘉賓                                                          |
| ------------- | -------- | ---- | ------------ | ----------------------------------------------------------------- |
| 2016年9月11日 | 中華民國 | 台中 | 圓滿戶外劇場 | 黃明志 黃路梓茵 謝和弦                                            |
| 2017年1月14日 | 中華民國 | 台北 | 台北小巨蛋   | 麻吉 李玖哲 謝和弦 陳零九 UNDER LOVER 187INC 大根 TY 洋蔥爸       |
| 2017年2月25日 | 中華民國 | 高雄 | 高雄巨蛋     | 彭佳慧 麻吉 謝和弦 陳零九 UNDER LOVER 黃路梓茵 大根 飛踢胖 洋蔥爸 |

- 玖壹壹「2018臺玖線　一票玩到底」演唱會

| 日期          | 國家     | 城市 | 舉行地點   | 表演嘉賓                            |
| ------------- | -------- | ---- | ---------- | ----------------------------------- |
| 2018年12月8日 | 中華民國 | 台北 | 台北小巨蛋 | 羅志祥 蔡詩芸                       |
| 2019年8月17日 | 中華民國 | 高雄 | 高雄巨蛋   | 任賢齊 陳嘉樺 草屯囝仔 臭屁嬰仔 BCW |

- 玖壹壹「派對俠」演唱會

| 日期          | 國家     | 城市 | 舉行地點               | 表演嘉賓 |
| ------------- | -------- | ---- | ---------------------- | -------- |
| 2018年1月20日 | 中国大陆 | 廈門 | 沙坡尾藝術西區         |          |
| 2018年1月21日 | 中国大陆 | 廈門 | 沙坡尾藝術西區         |          |
| 2018年7月28日 | 中国大陆 | 石獅 | 石獅服裝城展覽藝術中心 |          |
| 2018年7月29日 | 中国大陆 | 廈門 | 廈門五緣灣上古文化園   |          |

### 其他演唱會
| 年份   | 日期     | 演唱會名稱                          | 舉行地點                  |
| ------ | -------- | ----------------------------------- | ------------------------- |
| 2014年 | 12月31日 | 明天依然愛你演唱會                  | TADA 方舟音樂藝文展演空間 |
| 2015年 | 9月11日  | 音樂革命演唱會                      | 一中益民商圈              |
| 2016年 | 3月12日  | 台中秀屋演唱會                      | 台中秀屋                  |
| 2019年 | 11月22日 | ANK混血兒娛樂5週年派對              | ALTA Night Club           |
| 2021年 | 4月24日  | 玖壹壹 LOCAL 不確定會不會巡迴演唱會 | 台北流行音樂中心          |
| 2023年 | 4月15日  | 玖壹壹BROMAN                        | 小巨蛋演唱會              |

### 眾星演唱會
| 日期           | 活動                                     | 表演內容 | 備註                                                                            | 來源          |
| -------------- | ---------------------------------------- | --- | ------------------------------------------------------------------------------- | ------------- |
| 2013年12月31日 | 2014雲林 劍湖山世界 跨年                 | 打鐵 / 凍未條 / 再會中港路 |                                                                                 |               |
| 2015年         | 加州瑞渥盃 OTGP全國菁英盃大獎賽          | 打鐵 / 歪國人 / 再會中港路 |                                                                                 | [ 25 ]        |
| 2015年12月31日 | 2016屏東里港跨年晚會                     | 玖肆伍参 / 打鐵 / 凍未條 / 歪國人 /癡情的男子漢 / 我的路                                                                         |                                                                                 | [ 26 ]        |
| 2016年         | UP直播年度盛典頒獎典禮                   | 玖肆伍参 / 打鐵 / 歪國人 / 嘻哈庄腳情 / 癡情的男子漢                                                                             | 壓軸表演 嘻小瓜伴舞                                                             | [ 27 ] [ 28 ] |
| 2016年         | 屏東東港黑鮪魚文化觀光季                 | 玖肆伍参 / 打鐵 / 歪國人 / 明天再擱來 / 嘻哈庄腳情 / 癡情的男子漢                                                                | 壓軸表演                                                                        | [ 29 ] [ 30 ] |
| 2016年12月31日 | 花蓮太平洋觀光節-9453狂歡夜              | 再會中港路 / 玖肆伍参 / 嘻哈庄腳情 / 明天再擱來 / 歪國人 / 打鐵                                                                  | 壓軸表演                                                                        | [ 31 ] [ 32 ] |
| 2016年12月31日 | 2017台北最High新年城-跨年晚會            | 我是冠軍 / 玖肆伍参 / 癡情男子漢 / 明天再擱來 / 再會中港路 / 凍未條 / 打鐵                                                       | 開場表演                                                                        | [ 33 ] [ 34 ] |
| 2016年12月31日 | 2017台中跨年演唱會                       | 玖肆伍参 / 凍未條 / 嘻哈庄腳情 / 癡情男子漢 / 明天再擱來 / 我是冠軍 / 再會中港路 / 打鐵                                          |                                                                                 | [ 35 ] [ 36 ] |
| 2017年         | 第12屆 KKBOX 風雲榜頒獎典禮              | 再會中港路REMIX / 明天再擱來 / 玖肆伍参 / 打鐵                                                                                   | 年度風雲歌手                                                                    | [ 37 ] [ 38 ] |
| 2017年10月9日  | 2017一起更好 全民狂歡夜-國慶晚會         | 玖肆伍参 / 加樂福尼亞 / 嘻哈庄腳情 / 沒你我沒差 / 派對俠 / 再會中港路                                                            | 壓軸表演                                                                        | [ 39 ] [ 40 ] |
| 2017年12月31日 | 2018 臺中跨年晚會星光璀璨迎花博-體育館   | LIHO / 玖肆伍参 / 沒你我沒差 / 嘻哈庄腳情 / 8+9 / 派對俠 / 加樂福尼亞 / 歪國人 / 打鐵                                            | 開場表演                                                                        | [ 41 ]        |
| 2017年12月31日 | 2018 臺中跨年晚會星光璀璨迎花博-麗寶場   | 派對俠 / 沒你我沒差 / 再會中港路 / 我的路 / 玖肆伍参 / 加樂福尼亞 / 打鐵                                                         | 壓軸表演                                                                        | [ 42 ] [ 43 ] |
| 2018年         | 2018 Hito流行音樂獎 頒獎典禮             | 黑暗的社會 / 派對俠 | 年度風雲歌手                                                                    | [ 44 ] [ 38 ] |
| 2018年12月31日 | 2019 屏東縣 K 歌年代 跨年晚會            | 鄉下來的 / 玖肆伍参 / 我跟你卡好 / 派對俠 / 打鐵                                                                                 |                                                                                 | [ 45 ] [ 46 ] |
| 2018年12月31日 | 2019 台南心時代跨年晚會                  | 鄉下來的 / 玖肆伍参 / 我跟你卡好 / 明天再擱來 / 派對俠 / 再會中港路 / 沒你我沒差 / 打鐵                                          | 壓軸表演                                                                        | [ 47 ] [ 48 ] |
| 2019年4月27日  | 台潮盛典                                 | 鄉下來的 / 玖肆伍参 / 我跟你卡好 / 嘻哈庄腳情                                                                                    |                                                                                 | [ 49 ]        |
| 2019年         | 潮玩冬港，打鐵之夜                       | 派對俠 / 鄉下來的 / 玖肆伍参 | 壓軸表演                                                                        | [ 50 ]        |
| 2019年11月23日 | 2019 桃園鐵玫瑰音樂節                    | 派對俠 / 鄉下來的 / 玖肆伍参 / 我跟你卡好 / 來個蹦蹦 / 明天再擱來                                                                | 與 黃明志 合唱 《OH MY GOD》                                                    | [ 51 ]        |
| 2019年12月31日 | 2020屏東縣『K歌之夜』大型跨年晚會        | 派對俠 / 鄉下來的 / 玖肆伍参 / 我跟你卡好 / 沒你我沒差 / 來個蹦蹦 / 打鐵                                                         | 壓軸表演                                                                        | [ 52 ]        |
| 2020年         | 第15屆KKBOX風雲榜頒獎典禮                | 馬子狗 / 大家樂開懷 | 與 八三夭 組成期間限定組合「一七四二」，透過 中華電信 5G 技術，展現「異地共演」 | [ 53 ] [ 54 ] |
| 2021年         | 台南夏日音樂節將軍吼：搖滾派對漁港狂歡夜 | | 週六壓軸表演                                                                    | [ 55 ]        |
| 2022年         | 111全民運動會選手之夜 發光音樂祭         | 嘎勒阿勒 / 玖肆伍参 / 打鐵 / Local/鄉下來的                                                                                      | 壓軸表演                                                                        |               |
| 2022年12月31日 | 2023台北最High新年城-跨年晚會            | BROMAN / 鄉下來的 / 9453 / 末日派對 / AIMGO / LOCAL / 愛你不踩煞車 / 打鐵 / 來個蹦蹦                                             | 壓軸表演                                                                        | [ 56 ]        |
| 2023年7月5日   | 拳上 2023 終於之戰 - The Cage 2023       | 嘎勒嘎勒 / 9453 / 來個蹦蹦 feat.陳華 / 鄉下來的                                                                                  | 表演嘉賓                                                                        |               |
| 2023年7月7日   | 2023 花蓮夏戀嘉年華                      | 世界都看見 / 9453 / 愛你不踩煞車 / 最後的歹勢 / Amigo / LOCAL / 來個蹦蹦                                                         |                                                                                 |               |
| 2023年7月15日  | 2023 澎湖黃金海岸音樂嘉年華              | 9453 / 打鐵 / BROMAN / 鄉下來的 / 過來我家坐 / 最後的歹勢 / 沒你我沒差 / LOCAL / 世界都看見                                      | 壓軸表演                                                                        |               |
| 2023年10月8日  | 2023 桃園鐵玫瑰音樂節                    | BROMAN / 鄉下來的 / 過來我家坐 / 跟你媽媽說 feat.葛西瓦 / Local / 沒你我沒差 / 最後的歹勢 / 世界都看見 / 玖肆伍參 / 愛你不踩煞車 | 壓軸表演                                                                        |               |
| 2023年10月20日 | 2023 金鐘58 GBA58 節目類頒獎典禮         | 歡迎光臨實境秀 | 表演嘉賓                                                                        |               |

### 演唱會嘉賓
| 日期           | 國家/地區 | 城市 | 地點                      | 演唱會                           |
| -------------- | --------- | ---- | ------------------------- | -------------------------------- |
| 2016年8月25日  | 中華民國  | 台北 | 永豐Legacy Taipei         | 黃路梓茵 台灣演唱會              |
| 2016年9月18日  | 中華民國  | 台中 | TADA 方舟音樂藝文展演空間 | 謝和弦 要你知道巡迴演唱會        |
| 2016年12月10日 | 中華民國  | 高雄 | 高雄巨蛋                  | 彭佳慧 越愛越勇敢演唱會          |
| 2017年8月12日  | 中華民國  | 台中 | 中興大學 惠蓀堂           | 蔡小虎 福虎生風 幸福送乎你演唱會 |
| 2017年8月20日  | 中華民國  | 高雄 | 高雄巨蛋                  | 張惠妹 烏托邦2.0慶典演唱會       |
| 2017年9月2日   | 中華民國  | 台北 | 台北小巨蛋                | 翁立友 台灣演唱會                |
| 2018年5月26日  | 中華民國  | 台北 | 台北國際會議中心          | 徐懷鈺 只為鈺見你演唱會          |
| 2018年9月1日   | 中華民國  | 台北 | 台北小巨蛋                | 八三夭 一事無成的偉大演唱會      |
| 2023年7月29日  | 中華民國  | 台北 | 台北小巨蛋                | 羅志祥 EVOLUTION台北站演場會     |

## 獎項紀錄

### 團體獎項
| 年份   | 名稱                      | 獎項                      | 作品           | 結果 |
| 2016年 | YouTube SPACE TAIPEI      | 2016年YouTube熱門音樂影片 | 《嘻哈庄腳情》 | 獲獎 |
| 2016年 | 第27屆金曲獎              | 最佳演唱組合獎            | 玖肆伍参       | 提名 |
| 2017年 | 第12屆KKBOX數位音樂風雲榜 | 年度十大風雲歌手獎        | 不適用         | 獲獎 |
| 2018年 | 2018 Hito流行音樂獎       | 最具舞台風格藝人獎        | 周法薷         | 獲獎 |
| 2021年 | 2021 Hito流行音樂獎       | Hito最佳團體獎            | LOCAL          | 獲獎 |
| 2023年 | 第34屆金曲獎              | 最佳演唱組合獎            | BROMAN         | 提名 |

### 個人獎項

#### 春風(洪瑜鴻)
| 年份   | 名稱             | 獎項       | 作品                   | 結果 |
| 2023年 | 第60屆金馬獎     | 最佳新演員 | 請問，還有哪裡需要加強 | 提名 |
| 2024年 | 第26屆台北電影獎 | 最佳新演員 | 請問，還有哪裡需要加強 | 提名 |
| 2024年 | 第61屆金馬獎     | 最佳男配角 | 白衣蒼狗               | 提名 |
| 2025年 | 第27屆台北電影獎 | 最佳男配角 | 白衣蒼狗               | 提名 |

## 軼事
- 2016年5月，玖壹壹舉辦入圍金曲獎慶功記者會，邀來粉絲同樂，並宣布正式加盟滾石唱片，包括臺中地區重量級人物，前立委顏清標、時任立委顏寬恆、臺中當地的地方人士紛紛送上禮盒、花籃[67]。
- 樂壇天后張惠妹相當喜歡「玖壹壹」，還曾經在臉書上發表「玖壹壹」的《妳不愛我》的對嘴影片，表示了欣賞之情。[68]
- 2017年6月，台語歌手蔡小虎舉行演唱記者會，笑說：玖壹壹是因為在歌詞加入他名字才紅的！希望邀玖壹壹擔任嘉賓。沒想到玖壹壹宣布點頭當嘉賓，洋蔥還叫蔡小虎「爸」[69]
- 2018年8月，玖壹壹成員洋蔥5日下午愛車停放在西屯區時，左側車窗被鈍器打破，放置在車內座椅上的包包遭竊，警方查獲嫌疑人李姓男子，他供稱因缺錢花用而隨機做案。[70]。
- 2022年，玖壹壹成員健志被報導出與前Rakuten Girls成員陳甯亞交往[71]。
- 2024年8月20日，健志公開超音波照片宣布即將成為父親，並於9月10日登記結婚。

## 爭議事件

### 《歪國人》MV爭議
2015年，玖壹壹的《歪國人》音樂錄影帶遭批評「影射外國人的國語發音不標準，愛勾搭台灣女生，並圖謀不軌」並引發YouTuber「哈佛妹」姜安蓉錄製影片 （页面存档备份，存于）表達不滿，但玖壹壹認為這部作品只是用不同觀點創作，並認為姜安蓉只是在踐踏他人的作品。；另一名來自西班牙的Youtuber黑素斯則表示 （页面存档备份，存于）該MV的確有歧視，但希望姜安蓉放輕鬆看待。

### 演唱會「遭丟螢光棒之爭」
2015年10月30日，玖壹壹到屏東縣慈惠醫專校慶表演。沒想到演唱中，同學突然向舞台丟螢光棒，讓團長春風暴怒，破口大罵，也引起網友熱烈討論。玖壹壹隨後在臉書發文道歉，學生過度熱情的反應也遭到批評，晚間再次轉Po所屬經紀公司發表聲明，還原當時情況。事隔兩個多月後，在2015年12月26日去宜蘭高商演出時，又再次被台下學生丟螢光棒。

### 《Oh My God》MV草稿外洩事件
2016年马来西亚歌手黄明志和玖壹壹為了新上映的臺灣電影《大顯神威》片尾曲《Oh My God》，在馬來西亞的槟城拍攝了一段以宗教作為主題的音樂錄影帶（MV），當中角色有黃明志飾演的基督教修士、「洋蔥」飾演的佛教禪師（唐三藏）、「春風」飾演的道教道士（殭屍道長）以及「健志」飾演的伊斯蘭教伊瑪目（阿拉伯人裝扮，非媒體謠傳之穆罕默德）等三位團員，結伴到檳城遊玩。原意是为促进各宗教信徒之和谐，並宣導信仰有助人之力量。但影片卻引發爭議，許多伊斯蘭團體不滿並报警，認為有褻瀆宗教的嫌疑。槟城警方援引馬來西亞刑法第295条「亵渎膜拜地点及蓄意侮辱宗教罪」调查此案。不过此部MV事实上為草稿，無奈提前遭駭客泄漏，实非最终版或正式版。正式版《Oh My God》MV已公開於Youtube，所有被指控為「褻瀆宗教」的畫面已遭剪輯，改為電影《大顯神威》之片段。然而黃明志依然遭馬來西亞警方拘捕，並且收押，黃明志被關押四天後，因為法官不許警方延押，黃明志暫時被釋放。黃明志則義氣相挺，表示整首歌的詞曲與MV製作都是他一個人做的，與玖壹壹沒有關係，願意承擔所有責任，請不要針對玖壹壹。

## 外部連結
- 玖壹壹的Facebook專頁
- 玖壹壹的Instagram帳戶
- 春風的Instagram帳戶
- 春風的新浪微博
- 洋蔥的Instagram帳戶
- 健志的Instagram帳戶
- 玖壹壹 （页面存档备份，存于） Aunomay Music （页面存档备份，存于）
- YouTube上的玖壹壹頻道